# Naked Soul
「Naked Soul」（ネイキッド・ソウル）は、TOP GUNと米倉千尋のコラボレーションシングル。2011年2月23日にflying DOGから発売された。

## 概要
PSP用ソフト『SDガンダム GGENERATION WORLD』の主題歌。TOP GUNのデビューシングルだが、これ以降シングルを発売することなく活動終了したため、結果的に唯一のシングルとなった。CDのみとDVD付きの2種類が発売された。DVDにはミュージッククリップとそのメイキングが収録されている。
TOP GUNの川添智久はベーシスト、鵜島仁文はギタリストであるが、2人ともレコーディングでは演奏していない。

## 収録曲
（全編曲：河野陽吾）
1. Naked Soul [4:46]
歌：TOP GUN × 米倉千尋
作詞：米倉千尋、作曲：川添智久・鵜島仁文
  - PSP用ソフト『SDガンダム GGENERATION WORLD』オープニングテーマ
2. Just a Revolution [4:25]
歌：TOP GUN × 米倉千尋
作詞：米倉千尋、作曲：川添智久・鵜島仁文
  - PSP用ソフト『SDガンダム GGENERATION WORLD』エンディングテーマ
3. ガンダムに愛を込めて [3:50]
歌：米倉千尋
作詞：渡辺なつみ、作曲：夢野真音
  - PSP用ソフト『SDガンダム GGENERATION WORLD』挿入歌
4. Naked Soul（without vocal）
5. Just a Revolution（without vocal）
6. ガンダムに愛を込めて（without vocal）

## ミュージシャン
- 河野陽吾（ギター、ベース、コーラス、プログラミング、キーボード）
- そうる透（#1,2 ドラムス）
- 横関敦（#1,2 ギターソロ）